# Васко Кръпката
Васил Георгиев, известен като Васко Кръпката и „Vasko The Patch“, китарист-блусар, певец и автор на песни, е фронтмен и създател на софийската група Подуене блус бенд, която е първата заявила се като блус група. Роден е на 6 юни 1959 г. в София. Свири на барабани, хармоника и китара.

## Биография
Завършва техникум по автотранспорт и е шофьор, и автомеханик по професия.
Васко Кръпката започва музикалната си кариера през 1980-те, свирейки като барабанист в група „Паралел 42“ в Скандинавските страни (1984 – 1986) и „Старт“ на Мими Иванова и Развигор Попов (1986 – 1989).
Унгарският филм „Плешивото куче“ (с участието на групата „Хобо блус бенд“) му дава идеята за бъдещето и през септември 1989 създава групата „Подуене блус бенд“, която е една от първите блус-формации в България. С верен усет за актуалност, нестандартни идеи и остроумие, съчетани с точно следване на принципите на ритъм-енд-блуса. Песните му са повлияни от края на комунистическия режим. Така Васко се превръща в една от най-популярните фигури в България в началото на 1990-те. Сред известните песни от началния период на групата са „Бюрократ“, „Слънчев бряг блус“ и „Комунизмът си отива“.
Участва в много митинги, барикади и други прояви за сваляне на комунистическия режим. В интервю за Истории от прехода Васко кръпката си спомня тези години: "Майната й на политиката, аз не съм бил там заради политиката. Същото важи и за Георги Минчев, Вили Кавалджиев (един велик български глас – българският Джо Кокър), „Щурците“. Аз бях никой, бях долу с едни барабани и само виках. Отидох с една китара при Георги Минчев и му казах: „бате Гошо имам едно парче комунизмът си отива“ и той каза „веднага се качвай да го изпееш“ и аз се качих и балонът се спука. Двайсет или двеста хиляди (не знам точно колко бяха) искаха да ме носят на ръце, аз бях герой за тях, защото изпях това, което те искаха да чуят. Оттам се започна с първите ни песни – „бюрократ“ например. Преди да падне стената нямаше как да пееш за бюрокрация". Провежда турнета в България и чужбина, свири в затвора в Бухово, в Зала 1 на Националния дворец на културата, от покрива на площад „Гарибалди“ в София, в мазето на театър „Ла Страда“, на барикадите в Дупница, на концерта по посрещането на Бил Клинтън в София, прави концерти за болни деца и домове за сираци, участва в шумни рокерски събори, на Super Blues Festival Bucurest '95 с хедлайнер Джон Мейъл, свири от покрива на движещ се автобус на „Фестивала на Таратайката“ в Пловдив, участва в Blues Fest Бургас, на бирени фестивали в София и др., в бирарията на Хайнекен в Амстердам, в училището за дипломати в Бон, в затвора в Кьолн, в Jazzgalerie – Bonn и Jazz House – Lawrence Kansas, Buddy Guy's Leggents – Chicago.
Васко Кръпката ежегодно е организатор на фестивала „Цвете за Гошо“, посветен на Георги Минчев и Sofia Blues Meeting, софийския пролет-есен блус фестивал, а от 2015 организира Благоевград Blues&Jazz фестивал.
През 2009 г. е хедлайнер на фестивала „Blues Goes East“ в Карлсруе, а 2014 Cluj Blues Fest и Danube Jazz&Blues' в Румъния.
Васко Кръпката води радиопредаването за блус музика „Карай да върви, това е блус“ първо в радио Мила Голд и по-късно в радио Star FM. Предаването е спряно през 2010 г. Кръпката е водещ и на телевизионно предаване със същото име по телевизия СКАТ, в което кани и представя млади рок и блус музиканти и групи. Предаването се излъчва на живо от студиото на СКАТ в София всеки четвъртък от 22:30.
През 2010 г. издава албума Емигранти, темата на който е духовната и физическата емиграция.
Две от песните на Васко Кръпката се изучават в учебници по музика „100 години рокендрол“ и „Нека бъде светлина“.
На 24 май 2018 пет от текстовете на песни на Васко Кръпката, „Комунизмът си отива“, „Кучето на крайния квартал“, „Нека бъде светлина“, „Ден след ден“ и „Емигранти“ влизат в Библиотека на Конгреса на САЩ, в алманаха „Любослов“, годишник на българските писатели в САЩ и по света.
На 18.04.2019 Васко Кръпката e награден с почетен знак на столицата и става почетен гражданин на София.

## Дискография
- 1990 – „Комунизмът си отива“ (MC, Lazarov Records, Unison RTM)
- 1991 – „Кучето на крайния квартал“ (CD и MC, Fortex, Unison RTM)
- 1994 – „Нека бъде светлина“ (MC, Andia Music)
- 1995 – „От Мисисипи до Перловец“ (MC, DS Music)
- 1996 – „Има бира - Live“ (MC, BUL Music)
- 1998 – „Ден след ден“ (CD и MC, Орфей Мюзик)
- 1999 – „Подуене Блус Бенд на живо в клуб Ла Страда“ (CD, Таратайка)
- 2000 – „10 години купонът продължава“ (MC, Едита)
- 2002 – „Песните на Васко Кръпката“ (CD, Таратайка)
- 2003 – „Нощни пеперуди“ (CD, Васко Кръпката и студио „Графити“)
- 2006 – „Лулата на мира“ (CD, Васко Кръпката и студио „Графити“)
- 2006 – „Acoustic (двоен диск)“ (Васко Кръпката)
- 2006 – Acoustic DVD (Васко Кръпката)
- 2010 – „Емигранти“ (самиздат)
- 2010 – Кръпкопойка, изд. Фабер, ISBN 978-954-400-290-9. Сборен албум с текстове и акорди[2]
- 2011 – „Horrenberg Live“ (CD, Dielheim – Horrenberg Music Schule Germany)
- 2013 – „Няма връщане назад“ – саундтрак към филма на Кирил Станков – „Джулай“
- 2014 – „Карай да върви, това е Блус“ – избрани песни (Васко Кръпката)
- 2015 – „Пътят“ (Васко Кръпката)
- 2020 – Васко Кръпката и ПББ 30 години на Пътя Live" (Васко Кръпката)
- 2022 - Васко Кръпката и ПББ "Не се продава" (Васко Кръпката)

С Камен Кацата:
- 1993 – „Страхът на гаргите“ (CD, Unison RTM)

## Филмография
- Записки по българските мафии (1994) – певеца